# Station Neuville-Zuid
Station Neuville-Zuid was een spoorwegstation langs spoorlijn 132 (La Sambre - Treignes - Vireux-Molhain) in de deelgemeente Neuville van de Belgische stad Philippeville.

## Aantal instappende reizigers
De grafiek en tabel geven het gemiddeld aantal instappende reizigers weer op een week-, zater- en zondag.
| Tabel: aantal instappende reizigers station Neuville | Tabel: aantal instappende reizigers station Neuville | Tabel: aantal instappende reizigers station Neuville | Tabel: aantal instappende reizigers station Neuville |
|                                                      | Weekdag                                              | Zaterdag                                             | Zondag                                               |
| ---------------------------------------------------- | ---------------------------------------------------- | ---------------------------------------------------- | ---------------------------------------------------- |
| 1977                                                 | 16                                                   | 9                                                    | 8                                                    |
| 1978                                                 | 10                                                   | 1                                                    | 5                                                    |
| 1979                                                 | 10                                                   | 12                                                   | 7                                                    |
| 1980                                                 | 14                                                   | 6                                                    | 8                                                    |
| 1981                                                 | 17                                                   | 3                                                    | 29                                                   |

0,0: La Sambre ·
1,0: Mont-sur-Marchienne ·
2,8: Montigny ·
4,8: Bomerée ·
6,0: Jamioulx ·
9,4: Beignée ·
10,9: Ham-sur-Heure ·
13,3: Cour-sur-Heure ·
15,0: Berzée ·
18,1: Pry ·
18,8: Walcourt ·
Vogenée ·
Rossignol ·
26,6: Yves-Gomezée ·
Saint-Lambert ·
Jamagne ·
21,1: Gerlimpont ·
23,9: Silenrieux ·
28,5: Falemprise ·
31,0: Cerfontaine ·
32,9: Philippeville ·
Neuville-Noord ·
34,0: Senzeille ·
38,1: Neuville-Zuid ·
41,0: Roly ·
45,4/45,1: Mariembourg ·
47,9: Nismes ·
51,5: Olloy-sur-Viroin ·
54,1: Vierves ·
57,5: Treignes